# Leucippe fils d'Œnomaos
Pour les articles homonymes, voir Leucippe (homonymie).
Leucippe (en grec ancien Λεύκιππος / Leúkippos), fils d'Œnomaos et frère d'Hippodamie, est un personnage de la mythologie grecque. Il est connu pour son histoire amoureuse avec la nymphe Daphné.

## Mythe antique
L'évocation la plus ancienne de ce Leucippe figure dans l'Hymne homérique à Apollon, dans un passage qui fait allusion aux femmes poursuivies par le dieu Apollon malgré ses rivaux humains : il est question d'une course qu'il aurait menée « contre Leucippos et contre la femme de Leucippos » et il est dit que ce Leucippe « n'était pas moins fort que Triops », Triops étant le père d'une autre femme courtisée par le dieu. Mais les histoires auxquelles fait allusion ce passage sont incompréhensibles sans recourir à des textes des époques postérieures.
Un fragment d'un ouvrage de l'historien Phylarchos, qui vécut au IIIe siècle av. J.-C., donne une variante plus développée et mieux compréhensible. Leucippe est présenté comme le fils d'Œnomaos, roi de Pisa. Leucippe tombe amoureux de la chasseresse Daphné, qui est une fille d'Amyclas fils de Lacédémon. Mais Daphné ne fréquente que ses consœurs chasseresses. Afin de pouvoir l'approcher, Leucippe se déguise en femme et parvient ainsi à la voir régulièrement. Mais le dieu Apollon, qui convoite lui aussi Daphné, devient jaloux de Leucippe. Pour se débarrasser de lui, il inspire à Daphné l'envie d'aller se baigner avec ses compagnes, dont Leucippe déguisé. Ce dernier, craignant que son déguisement ne soit percé à jour, refuse de se baigner, mais ses compagnes tentent de l'emmener avec elles et découvrent qu'il est un homme : elles le tuent. Apollon poursuit ensuite Daphné, mais celle-ci se refuse à lui et implore Zeus de la soustraire aux avances insistantes du dieu. Zeus métamorphose alors Daphné en laurier (en grec, rhododaphné).
Des variantes proches sont évoquées par Parthénios de Nicée au Ier siècle av. J.-C. dans ses Passions d'amour, un recueil d'histoires d'amour malheureuses (Peri érotikôn pathèmatôn, 15) et au IIe siècle apr. J.-C. par Pausanias le Périégète dans sa Description de la Grèce (VIII, 20).

### Sources anciennes
- Hymne homérique à Apollon, 207-213.
- Parthénios de Nicée, Passions d’amour, texte établi, traduit et commenté par M. Biraud, D. Voisin, A. Zucker avec la collaboration de E. Delbey, K. Vanhaegendoren, F. Wendling et B. Charlet, Grenoble, Jérôme Millon, 2008, histoire n°15.
- Pausanias le Périégète, Périégèse, VIII, 20, 2-4.
- Phylarchos, fragment dans FGrHist, volume 2, 1-A, 81, fr. 32 a, p. 170.

### Ouvrages savants
- Timothy Gantz, Mythes de la Grèce archaïque, Paris, Belin, 2004, p. 166.